# Sporisorium mnesitheae
Sporisorium mnesitheae är en svampart som först beskrevs av Mishra, och fick sitt nu gällande namn av Vánky 2004. Sporisorium mnesitheae ingår i släktet Sporisorium och familjen Ustilaginaceae.   Inga underarter finns listade i Catalogue of Life.